# Geaca
Geaca é uma comuna romena localizada no distrito de Cluj, na região histórica da Transilvânia. A comuna possui uma área de 68.68 km² e sua população era de 1718 habitantes segundo o censo de 2007.